# Anisoneura
Anisoneura là một chi bướm đêm thuộc họ Noctuidae.

## Các loài
- Anisoneura aluco (Fabricius, 1775)
- Anisoneura salebrosa Guenée, 1852